# Sinocarum pauciradiatum
Sinocarum pauciradiatum är en flockblommig växtart som beskrevs av R.H.Shan och F.T.Pu. Sinocarum pauciradiatum ingår i släktet Sinocarum och familjen flockblommiga växter. Inga underarter finns listade i Catalogue of Life.